# Великокатраське сільське поселення
Великокатра́ське сільське поселення (рос. Большекатрасьское сельское поселение) — муніципальне утворення у складі Чебоксарського району Чувашії, Росія. Адміністративний центр — присілок Великі Катрасі.

## Населення
Населення — 3113 осіб (2019, 3014 у 2010, 2580 у 2002).

## Склад
До складу поселення входять такі населені пункти:
| Населений пункт           | Населення, осіб (2002) | Населення, осіб (2010) |
| ------------------------- | ---------------------- | ---------------------- |
| Василькаси, присілок      | 107                    | 130                    |
| Великі Катрасі, присілок  | 1026                   | 1151                   |
| Мале Янгільдіно, присілок | 205                    | 224                    |
| Малі Карачури, присілок   | 268                    | 328                    |
| Митрофанкаси, присілок    | 194                    | 219                    |
| Сархорн, присілок         | 110                    | 119                    |
| Яуші, присілок            | 670                    | 843                    |